# Municipio de Herrick (condado de Susquehanna)
El municipio de Herrick (en inglés: Herrick Township) es un municipio ubicado en el condado de Susquehanna en el estado estadounidense de Pensilvania. En el año 2000 tenía una población de 599 habitantes y una densidad poblacional de 9 personas por km².

## Geografía
El municipio de Herrick se encuentra ubicado en las coordenadas 41°44′00″N 75°28′59″O / 41.73333, -75.48306.

## Demografía
Según la Oficina del Censo en 2000 los ingresos medios por hogar en la localidad eran de $31,500 y los ingresos medios por familia eran $43,500. Los hombres tenían unos ingresos medios de $31,071 frente a los $21,250 para las mujeres. La renta per cápita para la localidad era de $20,974. Alrededor del 6,1% de la población estaban por debajo del umbral de pobreza.